# Desmond Miles
Desmond Miles is een personage uit de Assassin's Creed-serie. Hij is een afstammeling van Assassijnen zoals Aquilus, Altaïr Ibn-La'Ahad, Ezio Auditore da Firenze, Edward Kenway en Ratonhnhaké:ton. In de originele, Engelse versie van de spellen wordt Miles' stem ingesproken door Nolan North. Miles' uiterlijk is gemodelleerd door Francisco Randez.

## Biografie
Desmond Miles wordt geboren op 13 maart 1987. Hij groeit op in Black Hills, South Dakota in een Assassijnengemeenschap, "het broederschap" genaamd. Miles wordt opgevoed tot sluipmoordenaar, tegen wil en dank. Hij ontsnapt in zijn puberteit uit de boerderij, waarna hij zegt: 
"I'm not an Assassin... not anymore." (Ik ben geen Assassijn... niet meer.)
Nadat Miles uit de Black Hills vertrokken is, stuit hij op een paar vrouwen die hem vanuit Illinois een lift geven. Hierna vertrekt hij naar New York. Eenmaal in New York verkrijgt hij een baan als barman.